# Kodeks 0184
Kodeks 0184 (Gregory-Aland no. 0184) – bilingwiczny grecko-koptyjski kodeks uncjalny Nowego Testamentu na pergaminie, paleograficznie datowany na VI wiek. Język grecki był drugim językiem skryby, zarówno kształt liter, jak i błędy gramatyczne w tekście greckim wskazują na wpływy języka koptyjskiego. Do naszych czasów zachował się fragment jednej karty kodeksu, przechowywany jest w Wiedniu. Fragment jest cytowany w krytycznych wydaniach greckiego Nowego Testamentu. Tekst fragmentu był dwukrotnie wydawany.

## Opis
Do dziś zachował się fragment jednej karty kodeksu, z tekstem Ewangelii Marka 15,36-37.40-41 (tekst grecki) i 15,29-31.33-34 (tekst koptyjski). Rekonstrukcja oryginalnej karty kodeksu wykazała, że miała ona rozmiar 29 na 23 cm . Fragment zachował się w słabej kondycji, z licznymi uszkodzeniami. Pergamin ma barwę brunatną, atrament jest ciemny, litery są grube.
Tekst pisany jest dwiema kolumnami na stronę, w 23 linijkach w kolumnie (według rekonstrukcji) , w jednej linijce mieściło się 10-11 liter. Jedna strona karty pisana jest po grecku, druga po koptyjsku . Występują szerokie marginesy, lewy i prawy margines mają około 3 cm szerokości, przerwa między kolumnami wynosi 2 cm. Kształt greckich liter przypomina uncjałę stosowaną w bilingwicznych grecko-koptyjskich rękopisach i jest charakterystyczna dla środowiska aleksandryjskiego. Podstawa niektórych liter, alfa oraz mi, przylega do dolnej linii; litery epsilon, kappa, chi oraz ypsilon mają zamaszyste kreski. Litera phi jest nadzwyczaj wielka. Język grecki był drugim językiem dla skryby.
Tekst stosuje znaki interpunkcyjne według systemu kolometrycznego, dierezę, we fragmencie brak przykładów zastosowania ioty adscriptum. Nomina sacra (imiona święte) pisane są skrótami, fragment zawiera dwa: ΙΣ dla Ιησους (Jezus) oraz ΜΗΡ dla μητηρ (matka).

## Tekst
Tekst fragmentu reprezentuje aleksandryjską tradycję tekstualną. Kurt Aland zaklasyfikował go do kategorii II. Tekst zawiera wiele opuszczeń nie potwierdzonych przez inne rękopisy.
Warianty tekstualne (z lewej strony klamry tekst NA27, z prawej strony – tekst 0184):
Mk 15,40a – Μαρια η Μαγδαληνη ] Μαρια Μαγδαληνη (Maria Magdalena)
Mk 15,40b – Μαρια η Ιακοβου ] Μαρια η του Ιακοβου/Μαρια η Ιακοβου (Maria Jakubowa)
Pierwszy z wariantów nie został odnotowany w NA27, jako mało istotny, uwzględniony został natomiast drugi. Pominięcie rodzajnika η – w pierwszym wariancie – zdradza wpływy gramatyki koptyjskiej u skryby, który sporządzał bilingwiczny rękopis i dla którego język koptyjski był pierwszym językiem. Drugi wariant Karl Wessely w Mk 15,40b odczytał jako Μαρια η του Ιακοβου (tak ma kodeks Alexandrinus oraz rękopisy tradycji bizantyjskiej), natomiast Aland oraz Porter odczytali wariant Μαρια η Ιακοβου zgodnie z rękopisami: Sinaiticus, Vaticanus, Ephraemi, Cyprius, Petropolitanus Purpureus, Washingtonianus, Sangallensis i minuskułem 892.

## Historia
Kurt Aland oraz Joseph van Haelst datowali rękopis na VI wiek. INTF datuje rękopis na VI wiek . Jednak Stanley i Wendy Porterowie argumentują, że VI wiek może być jednak zbyt wczesną datą, ponieważ kopista miał tendencję do dekorowania liter, a to jest maniera późniejszej epoki. Kodeks powstał prawdopodobnie w Egipcie. Nieznane jest miejsce, w którym znaleziona została karta rękopisu.
Facsimile fragmentu opublikował Karl Wessely w 1914 i ponownie Stanley oraz Wenley Porterowie w 2008 roku (wraz z transkrypcją). Porterowie poprawili błędy transkrypcyjne popełnione przez Wessely'ego. Na listę rękopisów Nowego Testamentu wciągnął go Ernst von Dobschütz w 1924 roku, oznaczając go przy pomocy siglum 0184. Fragment jest cytowany w krytycznych wydaniach greckiego Nowego Testamentu (UBS4, NA27, NA28) i zaliczony został do rękopisów cytowanych w pierwszej kolejności.
Rękopis jest przechowywany w Austriackiej Bibliotece Narodowej (Pap. K. 8662) w Wiedniu .